# 列宁斯科耶 (基洛夫州)
列宁斯科耶（羅馬化：Leninskoye）是俄罗斯基洛夫州的市级镇、沙巴利诺区行政中心，位于伏尔加河流域内韦特卢加河支流大卡克沙河（该河段也称卡克沙河）河畔，地处基洛夫州西部，在州府基洛夫西偏南方。设有铁路车站沙巴利诺站。
该地2021年人口有4,374人；2010年人口5,054；2002年人口5,490；1989年人口5,916。